# ブルキナファソの世界遺産
ブルキナファソの世界遺産 （ブルキナファソのせかいいさん）はユネスコの世界遺産に登録されているブルキナファソ国内の文化・自然遺産。
※この項目はウィキプロジェクト 世界遺産に準じて作成されています

## 文化遺産
- ロロペニの遺跡群 - (2009年)
- ブルキナファソの古代製鉄遺跡群-（2019年）

## 自然遺産
- W・アルリ・パンジャリ自然公園群 - （1996年、2017年拡大）

## 複合遺産
なし